# 石城县
石城县在中国江西省东南部，是赣州市下辖的一个县、位于赣州的东北部。自古以来，石城都是江西进入闽西粤东必经之地，素有“闽粤通衢”之称、縣人民政府駐琴江鎮。总面积为1,581.53平方公里。

## 名称由来
因石城境内“山多石，耸峙如城”， 故而得名。

## 历史沿革
早在新石器时期，石城境内就有人类活动。
三国·吴嘉禾五年（公元236年），析雩都地置揭阳县，为石城建县之始，先后属庐陵郡、南康郡。晋太康五年（公元284年），改名陂阳县。
隋开皇十三年（公元593年）设石城场，以境内“四面环山，耸峙如城”得名。
南唐保大十一年（公元953年），升石城场为石城县，并沿用至今。

## 地理
石城县位于江西省赣州市东北部，东邻福建宁化县，南抵瑞金市及福建长汀县，西毗宁都县，北靠广昌县。
南北长71.8公里，东西宽53.7公里。全县总面积1581.53平方公里，其中山地占89％，耕地占10％，水面占3％，是典型的东南丘陵低山地区。

## 行政区划
石城县下辖6个镇、5个乡：
琴江镇、小松镇、屏山镇、横江镇、高田镇、赣江源镇、木兰乡、丰山乡、大由乡、龙岗乡和珠坑乡。

## 交通
- 公路： 206国道、 356国道
- 高速公路： 济广高速、 泉南高速
- 铁路：兴泉铁路（设石城东站）

## 经济
2008年全县实现生产总值177894万元，同比增长11.0%。

## 人口
2006年末总户数80872户，总人口302545人，其中男性158519人，女性144078人；60岁及以上老年人口占10.3%。
石城是纯客家县，使用客家语石城话。
2021年末，石城县户籍人口333277人，比上年末减少39人，其中城镇户籍人口86237人。60岁以上人口50397人，占总人口的比重为15.1%，比上年增加0.5个百分点。

## 文化教育
石城东临福建省宁化的“客家祖地”石壁，是客家语言、文化形成的重要地点之一。

## 风景名胜
- 赣江源自然保护区

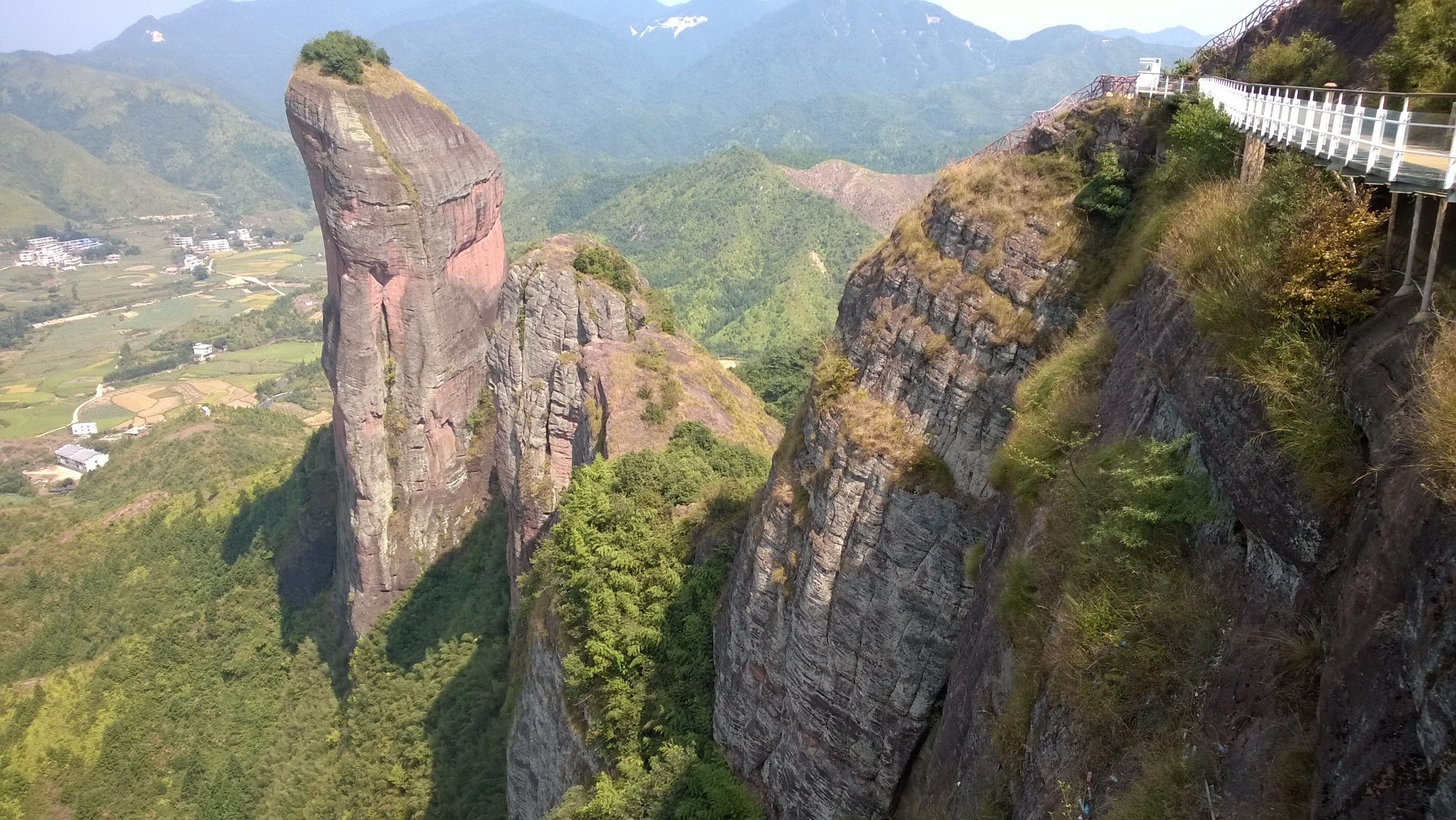
通天寨地质公园内的丹霞地貌

- 通天寨，位于琴江镇（县城）东南6公里的大畲村，为丹霞地貌景观。山上有玉盂禅寺
- 九寨温泉
- 李腊石石城阻击战旧址：位于琴江镇北部1公里处
- 红军秋溪整编旧址
- 红石寨旧址
- 红四军军部旧址
- 红十三军军部旧址
- 毛泽东、朱德观下旧居
- 中共太雷县中心县委旧址
- 中华苏维埃政府国家银行金库旧址
- 宝福院塔：位于县城东南的宝福院后，国家级文物保护单位，是中国保存不多的北宋古塔之一。
- 陈联客家围屋：位于木兰篆陈联村陈坑
- 普照禅寺：位于如日山
- 五龙岩摩崖石刻：位于琴江镇西外村，省级文物保护单位。